# Alanah Yukich
Alanah Yukich (* 27. Januar 1998) ist eine australische Hürdenläuferin, die sich auf den 400-Meter-Hürdenlauf spezialisiert hat.

## Sportliche Laufbahn
Erste internationale Erfahrungen sammelte Alanah Yukich im Jahr 2016, als sie bei den U20-Weltmeisterschaften in Bydgoszcz mit 59,20 s im Halbfinale über 400 m Hürden ausschied. Von 2019 bis 2023 absolvierte sie ein Studium an der University of Texas at San Antonio in den Vereinigten Staaten. Bei den World Athletics Relays 2024 auf den Bahamas wurde sie in 3:28,05 min Vierte in der 2. Qualifikationsrunde für die Olympischen Spiele über 4-mal-400-Meter und verpasste somit eine Direktqualifikation. Im August nahm sie über 400 m Hürden an den Olympischen Sommerspielen in Paris teil und schied dort mit 55,49 s im Semifinale aus.

## Persönliche Bestleistungen
- 400 Meter: 52,53 s, 23. März 2024 in Waco
  - 400 Meter (Halle): 53,40 s, 3. Februar 2024 in College Station
- 400 m Hürden: 55,11 s, 5. August 2024 in Paris